# 国鉄9750形蒸気機関車
9750形は、かつて日本国有鉄道（国鉄）の前身である鉄道院に在籍したテンダー式蒸気機関車である。日本に初めて本格的に導入された大型マレー式機関車である。
本項では、同時期に導入されたマレー式機関車である9800形、9850形についても合わせて記述する。

## 概要
不成績であった9020形の後継として翌年（1912）マレー式機関車が大量導入されることになる。これが、9750形、9800形、9850形である。構造が複雑で高価なマレー式機関車は、島安次郎が工作課長を務める鉄道院の方針には合わなかったが、後藤新平の跡を継いで鉄道院総裁を兼務することになった原敬の所属する立憲政友会が、三井物産と密接な関係にあったことから、半ば強引に導入が決定されたと推測されている。後に鉄道省工作局長となった朝倉希一は、1942年に出された冊子「大正初期の機関車」の中で、「この程度の大きさなら高価な上、機構が複雑なマレー機関車を採用する必要はなかった」と述べている。
この時に導入されたのは、0-6-6-0(C+C)形のテンダー機関車で、アメリカのアメリカン・ロコモティブ社スケネクタディ工場から24両（製造番号51946 - 51969）、同じくアメリカのボールドウィン社から18両（製造番号38446 - 38454，38606 - 38614）、プロイセン王国（当時）のヘンシェル・ウント・ゾーン社から12両（製造番号11657 -11668）の合計54両である。これらは、1912年（明治45年）に来着し、それぞれ9750形（9750 - 9773）、9800形（9800 - 9817）、9850形（9850 - 9861）と称された。

## 構造
いずれも、車軸配置0-6-6-0(C+C)形の過熱式マレー機関車である。長大なボイラー上には第2缶胴上に蒸気ドームが、第1・第3缶胴上には砂箱が設けられている。ほぼ同大の機関車であるが、寸法は微妙に異なっており、マレー式機関車の経験のない鉄道院が、線路、使用条件を示して、あとはメーカーに任せたためのようである。炭水車は、2軸目と3軸目をボギー台車とした3軸の片ボギー式であった。機関車本体だけを輸入した9020形と異なり、このグループは炭水車までを含めて輸入された。
9750形は、広大な前部シリンダ上のプラットホームが特徴である。煙突には小型のキャップが付いている。蒸気管は、過熱式となったことから、煙室側面から歩み板の下を通って高圧シリンダに接続されている。高圧シリンダの弁室はピストン弁式であるが、低圧シリンダは滑り弁式である。歩み板は、煙室の側面から一直線に運転台まで伸びている。
9800形は、プラットホームの大きさが9750形の半分くらいの広さしかなく、煙突にもキャップがない。動力逆転器を装備したため、歩み板は一直線ではなく、途中で段差が付いている。高圧シリンダはピストン弁式であるが、低圧シリンダは滑り弁式である。配管等は整理されていない印象で雑然としているが、これはボールドウィン製の機関車によく見られる特徴である。また、ボールドウィンにおける種別呼称は12-26/24-DD、種別番号は1 - 18であった。
9850形は、低圧シリンダにもピストン弁を採用しており、動力逆転器を装備していた。煙突はキャップのない単純なパイプ形であった。絶気運転時に大煙管内の蒸気の流れを停止させ過熱管の焼損を防止するダンパや、シリンダのバイパス弁などの新機構を装備していた。ダンパは蒸気の漏れが多く実用にならなかったが、バイパス弁は制式採用された。

### 9750形主要諸元
- 全長：18,818mm
- 全高：3,707mm
- 最大幅：2,642mm
- 軌間：1,067mm
- 車軸配置：0-6-6-0(C+C)
- 動輪直径：1,245mm
- 弁装置：ワルシャート式

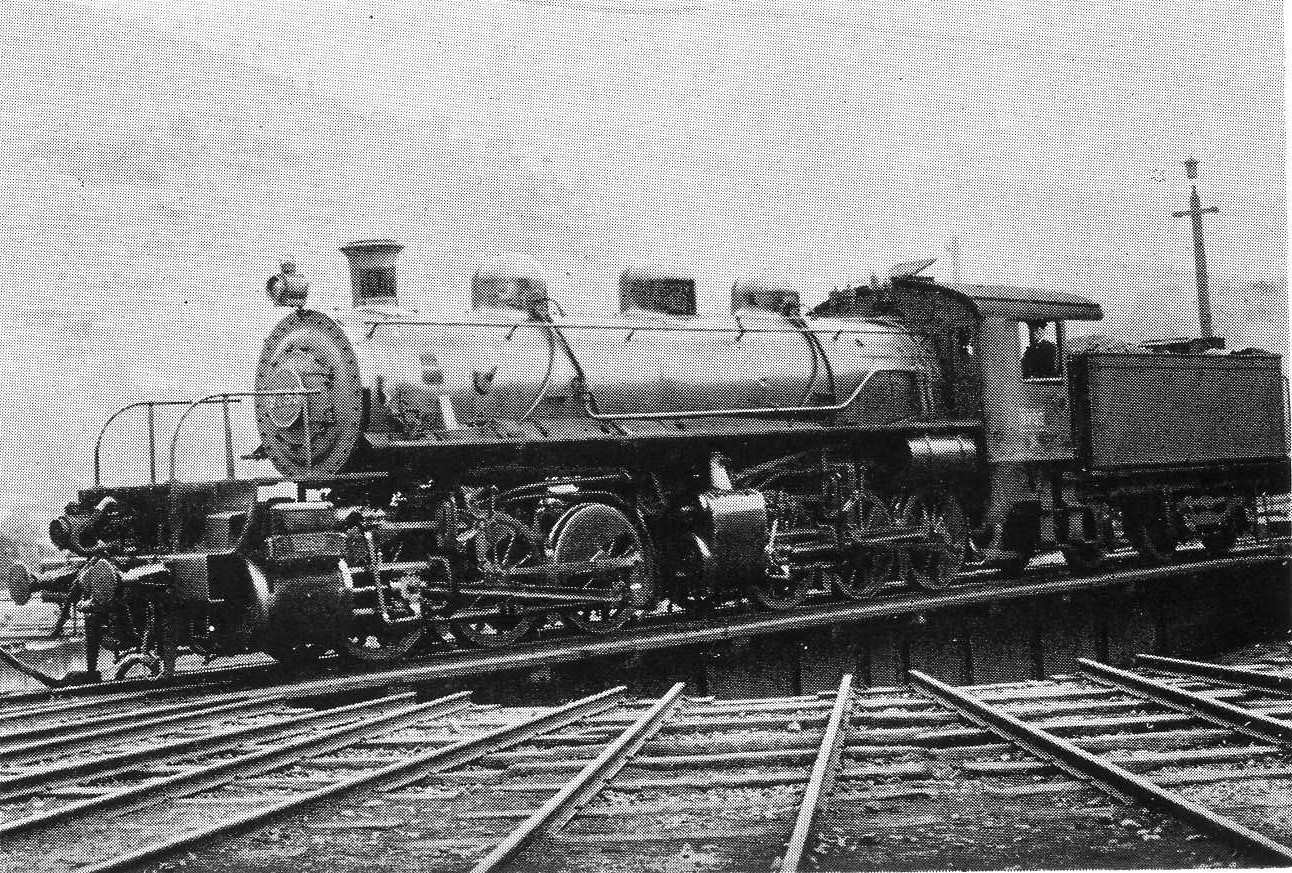
9750形

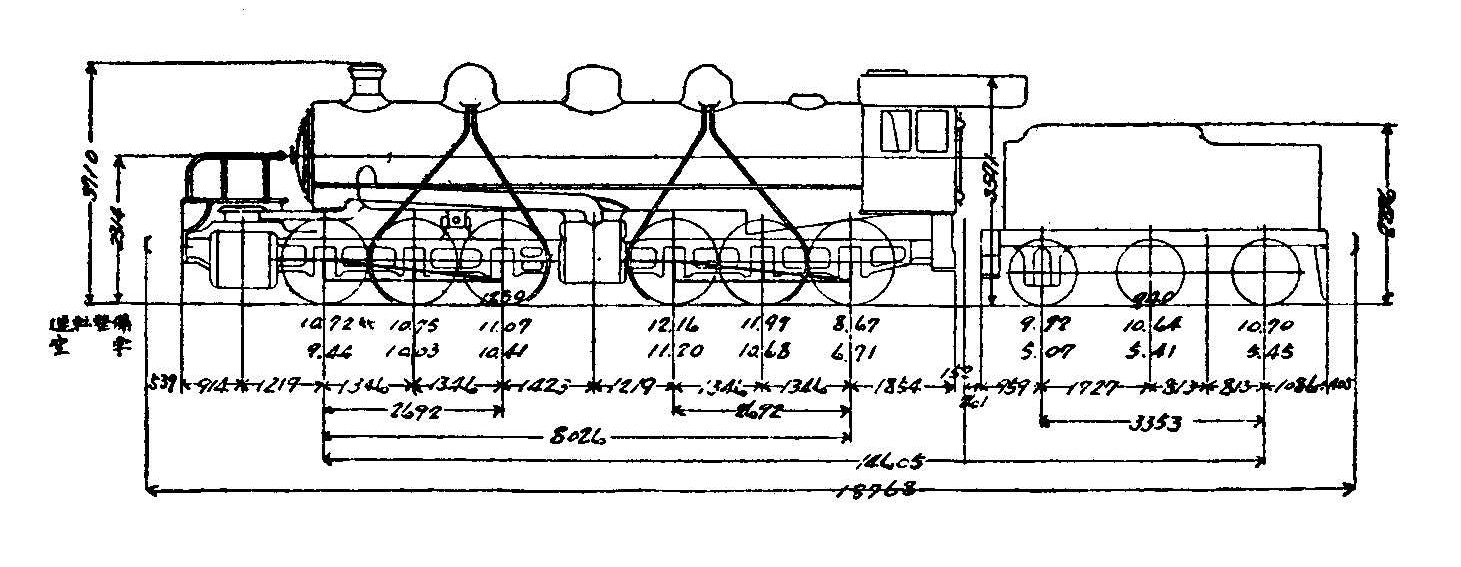
形式図（9750形）

- シリンダー（直径×行程）：364mm×610mm（高圧）、622mm×610mm（低圧）
- ボイラー圧力：14.1kg/cm²
- 火格子面積：1.98m²
- 全伝熱面積：161.7m²
  - 過熱伝熱面積：30.7m²
  - 全蒸発伝熱面積：131.0m²
    - 煙管蒸発伝熱面積：120.4m²
    - 火室蒸発伝熱面積：10.6m²
- ボイラー水容量：6.2m³
- 大煙管（直径×長サ×数）：140mm×4,928mm×16本
- 小煙管（直径×長サ×数）：57mm×4,928mm×97本
- 機関車運転整備重量：65.33t
- 機関車空車重量：58.46t
- 機関車動輪上重量（運転整備時）：65.33t
- 機関車動輪軸重（最大・第4動輪上）：12.15t
- 炭水車重量（運転整備）：31.25t
- 炭水車重量（空車）：15.91t
- 水タンク容量：12.25m³
- 燃料積載量：3.05t

### 9800形主要諸元
- 全長：18,815mm
- 全高：3,835mm
- 最大幅：2,591mm
- 軌間：1,067mm
- 車軸配置：0-6-6-0(C+C)
- 動輪直径：1245mm
- 弁装置：ワルシャート式

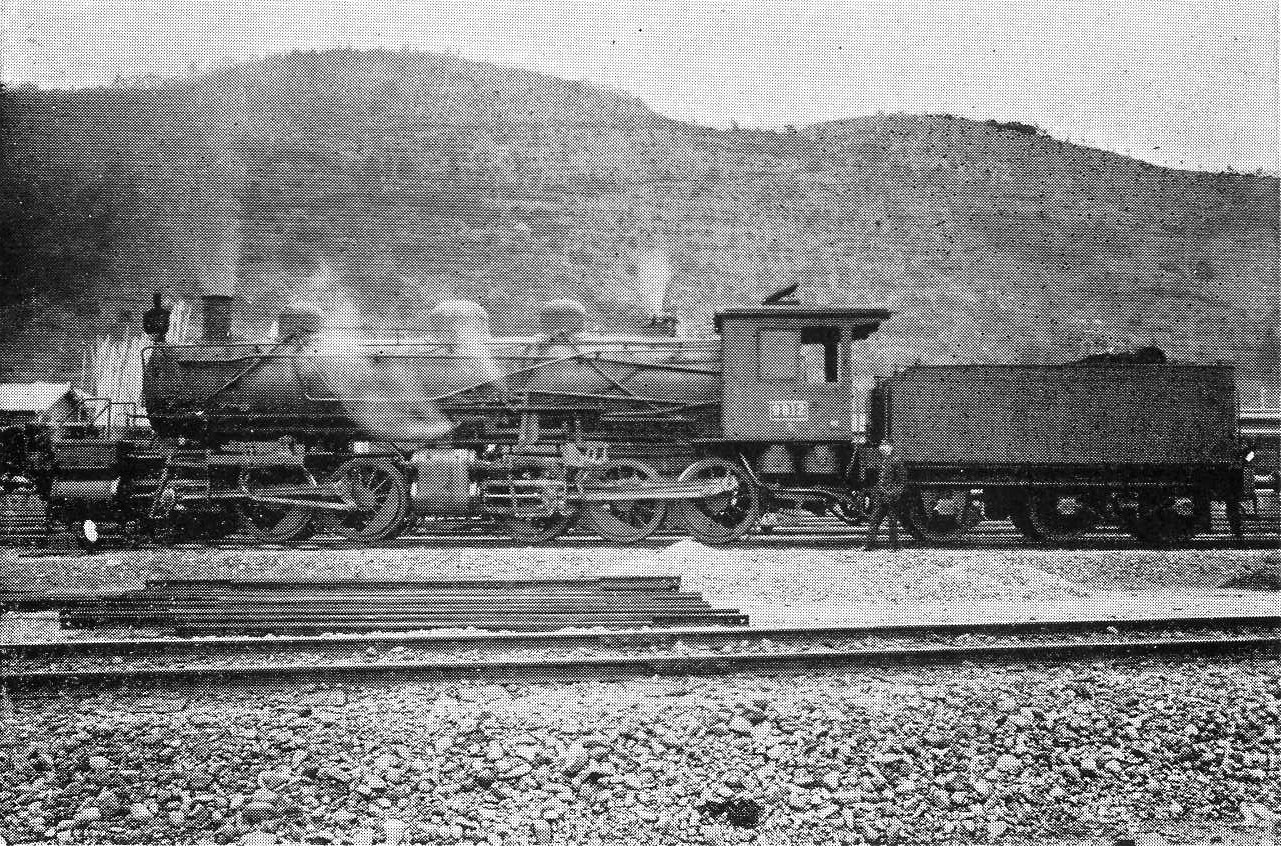
9800形

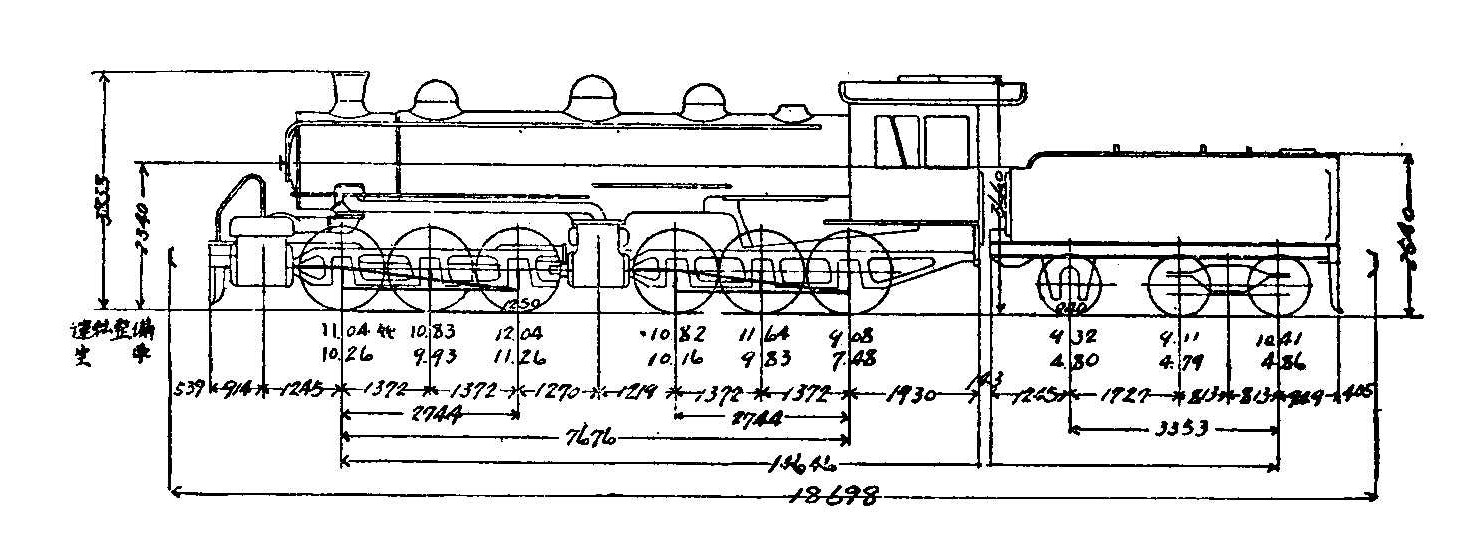
形式図（9800形）

- シリンダー（直径×行程）：406mm×610mm（高圧）、635mm×610mm（低圧）
- ボイラー圧力：14.1kg/cm²
- 火格子面積：1.97m²
- 全伝熱面積：165.1m²
  - 過熱伝熱面積：29.2m²
  - 全蒸発伝熱面積：135.9m²
    - 煙管蒸発伝熱面積：124.6m²
    - 火室蒸発伝熱面積：11.3m²
- ボイラー水容量：5.9m³
- 大煙管（直径×長サ×数）：140mm×4,953mm×16本
- 小煙管（直径×長サ×数）：57mm×4,953mm×101本
- 機関車運転整備重量：65.44t
- 機関車空車重量：58.60t
- 機関車動輪上重量（運転整備時）：65.44t
- 機関車動輪軸重（最大・第3動輪上）：12.04t
- 炭水車重量（運転整備）：28.83t
- 炭水車重量（空車）：14.44t
- 水タンク容量：12.25m³
- 燃料積載量：3.05t

### 9850形主要諸元
- 全長：18,933mm
- 全高：3,810mm
- 最大幅：2,546mm
- 軌間：1,067mm
- 車軸配置：0-6-6-0(C+C)
- 動輪直径：1,245mm
- 弁装置：ワルシャート式

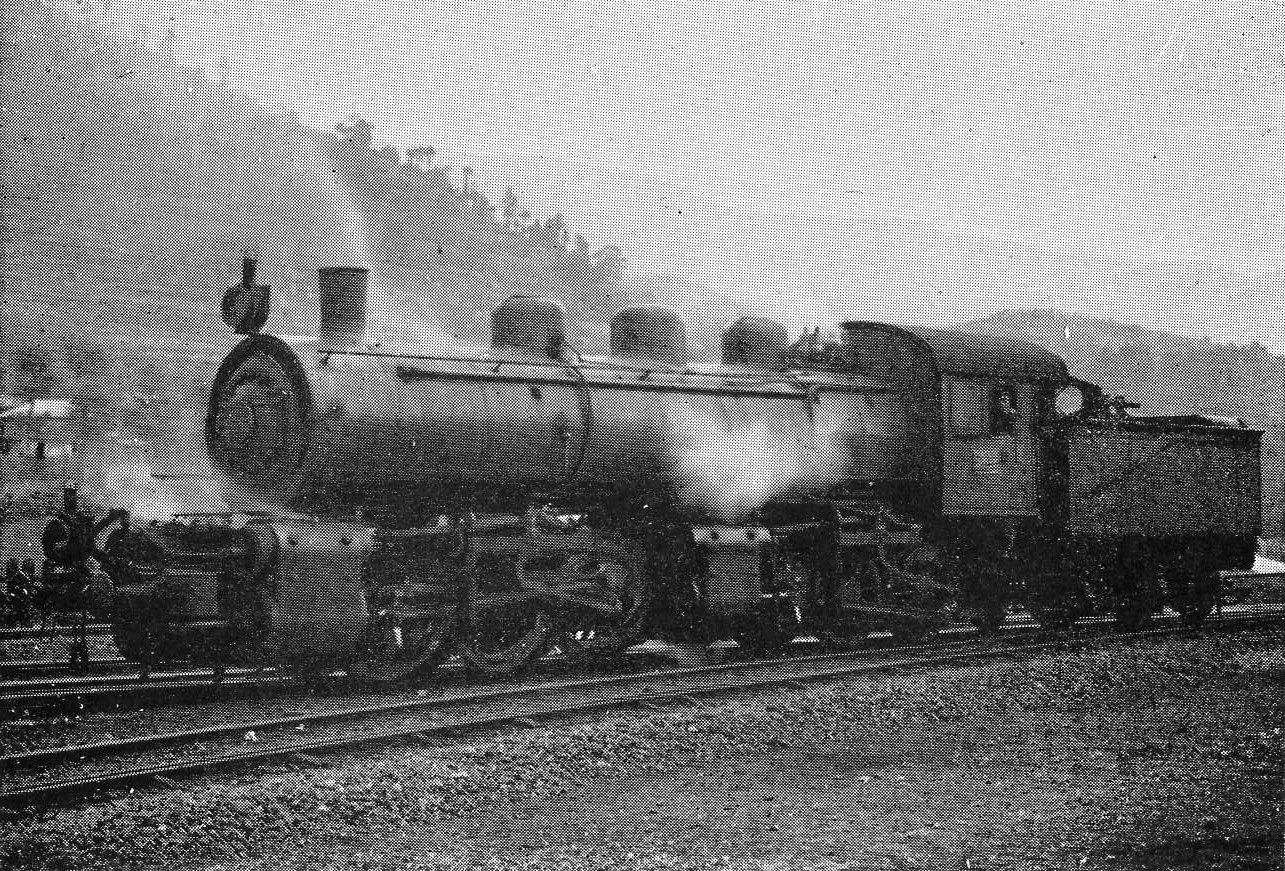
9850形

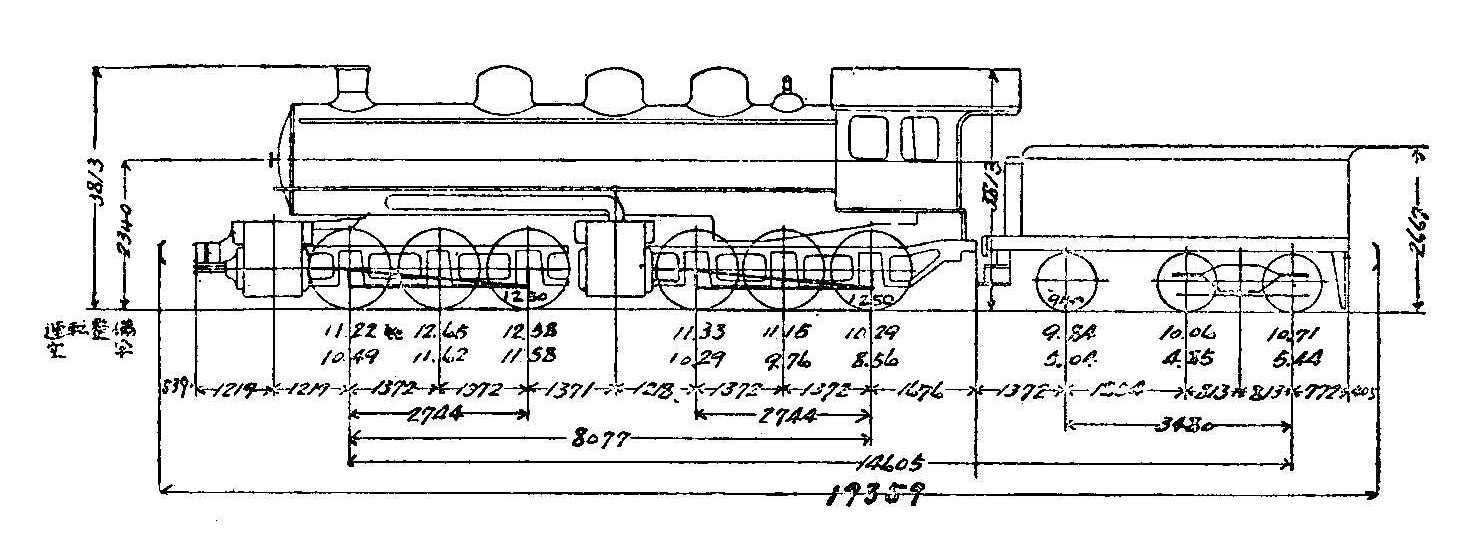
形式図（9850形）

- シリンダー（直径×行程）：419mm×610mm（高圧）、648mm×610mm（低圧）
- ボイラー圧力：14.1kg/cm²
- 火格子面積：1.95m²
- 全伝熱面積：166.5m²
  - 過熱伝熱面積：31.6m²
  - 全蒸発伝熱面積：134.9m²
    - 煙管蒸発伝熱面積：122.6m²
    - 火室蒸発伝熱面積：12.3m²
- ボイラー水容量：6.7m³
- 大煙管（直径×長サ×数）：140mm×4,953mm×16本
- 小煙管（直径×長サ×数）：57mm×4,953mm×100本
- 機関車運転整備重量：69.21t
- 機関車空車重量：62.37t
- 機関車動輪上重量（運転整備時）：69.21t
- 機関車動輪軸重（最大・第2動輪上）：12.65t
- 炭水車重量（運転整備）：30.60t
- 炭水車重量（空車）：15.31t
- 水タンク容量：12.11m³
- 燃料積載量：3.05t

## 経歴
1913年（大正2年）8月、9750 - 9773，9806 - 9817, 9850 - 9857は東京、9800 - 9805を神戸の各鉄道管理局に配属し、同年11月に9858 - 9861を東京鉄道管理局に配属した。当時の使用線区は、東海道本線山北・沼津間、大津・京都間、東北本線黒磯・白河間、信越本線長野・直江津間、関西本線亀山・加茂間で、貨物列車の牽引と急行直行列車の補助機関車として使用されていた。
1915年6月23日付けで、鉄道院の機構改革があって鉄道管理局の境界が変わり、東部、中部、西部の各鉄道管理局が発足した。その際、東北線、信越線は東部、東海道線大津・京都間と関西線は西部鉄道管理局の所管となった。この時点における配置は、東部が9853 - 9861, 9773、中部が9750 - 9772, 9806 - 9817, 9850 - 9852、西部が9800 - 9805であった。
その後、1918年（大正7年）7月には9773と9852が交換され、同年12月に9850，9851も東部に転用された。1919年8月には、再び機構改革があり、地区別の管轄に変わった。東北本線黒磯・白河間は仙台、東海道本線山北・沼津間は東京、信越本線長野・直江津間は名古屋、東海道本線大津・京都間、関西本線亀山・加茂間は神戸の各鉄道管理局の所管となった。この時点での配置は、仙台が9850 - 9852、東京が9750 - 9773，9806 - 9817，9861、名古屋が9853 - 9860、神戸が9800 - 9805である。
同年7月には、神戸鉄道管理局の9803 - 9805を東京鉄道管理局に転用し、8月には、9850 - 9854, 9858の6両を北海道に転用することとなり、札幌鉄道管理局に移した。これは、増備の進む9600形によって余剰となったマレー式の転用先として北海道が選ばれたもので、室蘭本線・夕張線の夕張・岩見沢間で使用されたが、間もなく休車となった。1922年（大正11年）12月には9800 - 9802が神戸から東京に転属し、これによって、東海道本線大津・京都間のマレー式は全廃、信越本線長野・直江津間は半減となり、東海道本線山北・沼津間に9020形を含めて48両のマレー式が集まることとなった。
1925年（大正14年）5月、東京鉄道局は9800形3両を使用し、東海道本線山北・沼津間で重量貨物列車の牽引試験を行なった。これは、1923年（大正12年）に登場した9900形（後のD50形）は、軸重が過大で同区間に入線できず、さらに丹那トンネル経由の新線も建設中であって、完成後は支線に転落する同区間を9900形が入線できるように改良するよりは、まだ車齢の若いマレー式で同じ重さを牽く方が有利ではないかということで実施されたものである。
1924年（大正13年）3月20日付けで、9856が鉄道博物館での展示用として廃車となった。1928年（昭和3年）には、1927年（昭和2年）3月27日に駿河駅（現在の駿河小山駅）で発生した、列車脱線転覆事故により9764, 9812が廃車された。
その後、丹那トンネルの工事の遅れにともない、結局、国府津・沼津間を改良してD50形を入れることとなり、1930年（昭和5年）に9800形および9850形が全廃となった。マレー式は9750形23両が残ることとなったが、これも1933年（昭和8年）に廃車となった。

## 保存
1924年に廃車となった9856が、鉄道博物館（後の交通博物館）に保存された。同機は、大宮工場で車体の各部を切開して内部構造がわかるようにされた。鉄道博物館が万世橋に移転してからは、台座の上に載せて動輪とピストンを動かし、下からも観察できるようになっていたが、C57135が隣に展示されることとなった際に台から降ろされ稼働展示はとりやめられた（なお、展示台はプラットホームに改装された）。1945年（昭和20年）5月25日の東京大空襲でボイラー部分に焼夷弾が命中したが、奇跡的に不発に終わった。このときの落下跡は今なお車体（炭水車後端部）に残されている。2006年（平成18年）に交通博物館が閉館した後は、2007年（平成19年）10月にさいたま市大宮区に開館した鉄道博物館に移され、日本に現存する唯一のマレー式機関車として、再び動輪とピストンを動かして下からも観察できるように展示している。
9856を除く9750形、9800形、9850形は、全て廃車後、解体処分された。